# Bruchsee (Heppenheim)
Der Bruchsee ist ein etwa 11 Hektar großer Baggersee im südhessischen Heppenheim am Fuße des Odenwalds.

## Geographie
Der See ist etwa 650 Meter lang und 210 Meter breit. Bei einer Tiefe von 14,5 Metern an der tiefsten Stelle und einer mittleren Tiefe von etwa 7 Metern fasst er rund 800.000 Kubikmeter Wasser. Der Bruchsee befindet sich im Bett eines ehemaligen Rhein-Randflusses. 
Der See ist durch Spazierwege erschlossen. An der Südspitze befindet sich ein Vogelpark (seit 2020 geschlossen, heute gibt es dort Grillplätze, die über die Stadt Heppenheim angemietet werden können) sowie ein Röhrichtgebiet. An der Nordwestecke gibt es seit Mai 2025 einen Biergarten, daneben hat der Wassersportverein Bergstraße seinen Sitz und veranstaltet regelmäßig Segelkurse und -regatten.

## Entstehung
Der See entstand im Jahr 1967 durch Abtragung von rund 12.000 Kubikmeter Moorerde und der Förderung von etwa einer Million Kubikmeter Kies, der für den Bau der A5 genutzt wurde.